# Wasserfallspitze
Wasserfallspitze är ett berg i Österrike.   Det ligger i distriktet Liezen och förbundslandet Steiermark, i den centrala delen av landet, 220 km sydväst om huvudstaden Wien. Toppen på Wasserfallspitze är 2 248 meter över havet.
Terrängen runt Wasserfallspitze är huvudsakligen bergig. Närmaste större samhälle är Schladming, 10,9 km norr om Wasserfallspitze. 
Trakten runt Wasserfallspitze består i huvudsak av gräsmarker. Runt Wasserfallspitze är det glesbefolkat, med 20 invånare per kvadratkilometer.